# Estación de Caldes d'Estrac
Caldes d'Estrac o Caldetas es una estación de la línea R1 de Barcelona y línea RG1 de Gerona de Rodalies Renfe ubicada en la línea de playa de Caldetas. Pertenece a la línea del Maresme, pero no a la parte más antigua.
| << cabecera                    | < estación               | línea | estación >    | cabecera >>                                    |
| ------------------------------ | ------------------------ | ----- | ------------- | ---------------------------------------------- |
| Rodalies de Catalunya de Renfe |                          |       |               |                                                |
| Molins de Rey Hospitalet       | San Andrés de Llavaneras |       | Arenys de Mar | Arenys de Mar Calella Blanes Massanet-Massanas |
| Hospitalet                     | San Andrés de Llavaneras |       | Arenys de Mar | Figueras Port-Bou                              |

- Datos: Q3921436
- Multimedia: Caldes d'Estrac train station / Q3921436